# Daniel Schneidermann
Daniel Schneidermann (Párizs, 1958. április 5.) francia újságíró.

## Pályafutása
Főként a televíziós média elemzésével foglalkozik. Heti rendszerességgel ír újságokba (korábban a Le Monde-ba, jelenleg a Libérationba), és tévéműsora is van Arrêt sur images címmel a France 5 közszolgálati adón. Amikor a műsort 2007-ben a csatorna vezetősége megszüntette, Schneidermann az interneten folytatta az adást.

## Fordítás
- Ez a szócikk részben vagy egészben a Daniel Schneidermann című angol Wikipédia-szócikk ezen változatának fordításán alapul.  Az eredeti cikk szerkesztőit annak laptörténete sorolja fel. Ez a jelzés csupán a megfogalmazás eredetét és a szerzői jogokat jelzi, nem szolgál a cikkben szereplő információk forrásmegjelöléseként.

## Külső hivatkozások
- Arrêt sur Images (francia)